# Grigori Barenblatt
Grigori Isaakovitch Barenblatt (en russe : Григо́рий Исаа́кович Баренблатт) est un mathématicien et physicien russe né le 10 juillet 1927 à Moscou et mort le 22 juin 2018 dans cette même ville. Il est connu pour ses travaux en mécanique de la fracture, en perméation des milieux poreux fracturés, en turbulence et dans les problèmes d'autosimilarité.

## Biographie
Grigori Barenblatt est diplômé de la faculté de mécanique et mathématiques de l'université d'État de Moscou en 1950. Il soutient sa thèse effectuée sous la direction d'Andreï Kolmogorov et Boris Levitan en 1953,,,.
Il occupe successivement des postes à l'Institut du Pétrole, à l'Institut de Mécanique et à l'Institut Chirchov d'Océanologie de l'Académie des sciences de Russie puis dans le département d'études de la plasticité à l'institut de mécanique de l'université Lomonossov.
Après la dislocation de l'URSS, il occupe la chaire Geoffrey Ingram Taylor de mécanique des fluides au département de mathématiques appliquées et de physique théorique à l'université de Cambridge de 1992 à 1994.
De 1992 à 1996, il occupe des postes de professeur invité à l'université de Rome « Tor Vergata », à l'université autonome de Madrid, à l'université du Minnesota et à l'université de l'Illinois.
De 1996 à 2008, il est professeur résident au département de mathématiques de l'université de Californie à Berkeley et mathématicien senior au laboratoire national Lawrence-Berkeley.

## Ouvrages
- (en) G. I. Barenblatt, Dimensional Analysis, Gordon & Breach, 1987 (lire en ligne)
- (en) G. I. Barenblatt, V. M. Entov et V. M. Ryzhik, Theory of Fluid Flows Through Natural Rocks, Springer, 1990 (ISBN 0792301676)
- (en) G. I. Barenblatt, Scaling, Self-similarity, and Intermediate Asymptotics: Dimensional Analysis and Intermediate Asymptotics, Cambridge University Press, 1996 (lire en ligne)
- (en) G. I. Barenblatt, Scaling, Cambridge University Press, 2003 (ISBN 978-0521826570)
- (en) G. I. Barenblatt, Flow, Deformation and Fracture, Cambridge University Press, 2014 (ISBN 978-0521887526)

## Distinctions
- médaille Lagrange de l'académie des Lyncéens (1995),
- prix Panetti Ferrari de l'Académie des sciences de Turin (1995),
- médaille G. I. Taylor, U.S. Society of Engineering Science (1999),
- prix Maxwell, International Congress on Industrial and Applied Mathematics (1999),
- médaille Timoshenko de l'American Society of Mechanical Engineers (2005)[5].
- membre de l'académie américaine des arts et des sciences (1975)[2], de l'académie nationale d'ingénierie des États-Unis (1992)[4], de l'Academia Europaea (1993), de l'académie nationale des sciences (1997), de la Royal Society (2000)[3].